# Свято-Георгиевская церковь (Лида)
Свято-Георгиевская церковь — православный храм в городе Лида Гродненской области.

## История
Церковь Святого великомученика Георгия Победоносца построена из дерева в 1875 году на средства купца Антония Васневского как кладбищенская часовня. В том же году в храм был перенесен сохранившийся Престол с одноименной церкви Лидского замка.
После захвата Лиды поляками в 1919 году Георгиевская церковь осталась единственной православной церковью в городе.
В 1990-е годы церковь Святого Георгия была расширена. Стены новой церкви были построены из силикатного кирпича, крыша покрыта кровлей. Получился «храм в храме». 22 ноября 2008 года Георгиевская церковь была освящена как Храм-памятник в память 1020-летия Крещения Руси. Освящением Храма-Памятника руководил архиепископ Новогрудский и Лидский Гурия.
В сентябре 2014 года на восточной стене Георгиевской церкви в Лиде был установлен памятный медальон с изображением князя Константина Острожского. Этот медальон — дань уважения православных жителей Лиды защитнику Православия в Великом Княжестве Литовском. Медальон представляет собой круглую плиту из красного гранита, на которой отлит портрет князя. По кругу медальона выбита надпись: «Князю Константину Ивановичу Острожскому — Защитнику Веры Первого Государства». Торжественное открытие знака памяти Константина Острожского состоялось 11 сентября 2014 года, в день его смерти. Предполагалось, что памятный знак будет открыт к 500-летию победы в Оршанской битве, в которой великий гетман сыграл решающую роль, но по объективным причинам освящение медальона было перенесено на 11 сентября. День памяти великого великого князя-воина. Отец Ростислав Соловьев освятил памятный медальон благодетеля храмов Лидского района.

## Архитектура
Архитектуру церкви определяет монументальный прямоугольный объем, к которому примыкает прямоугольный вестибюль, двускатная крыша которого завершается четырехгранной шатровой звонницей с маком. Фасады разделены прямоугольными оконными проемами в арочных карнизах. Вход обрамляет глубокая арка.